# Abdullah Yusuf Ali

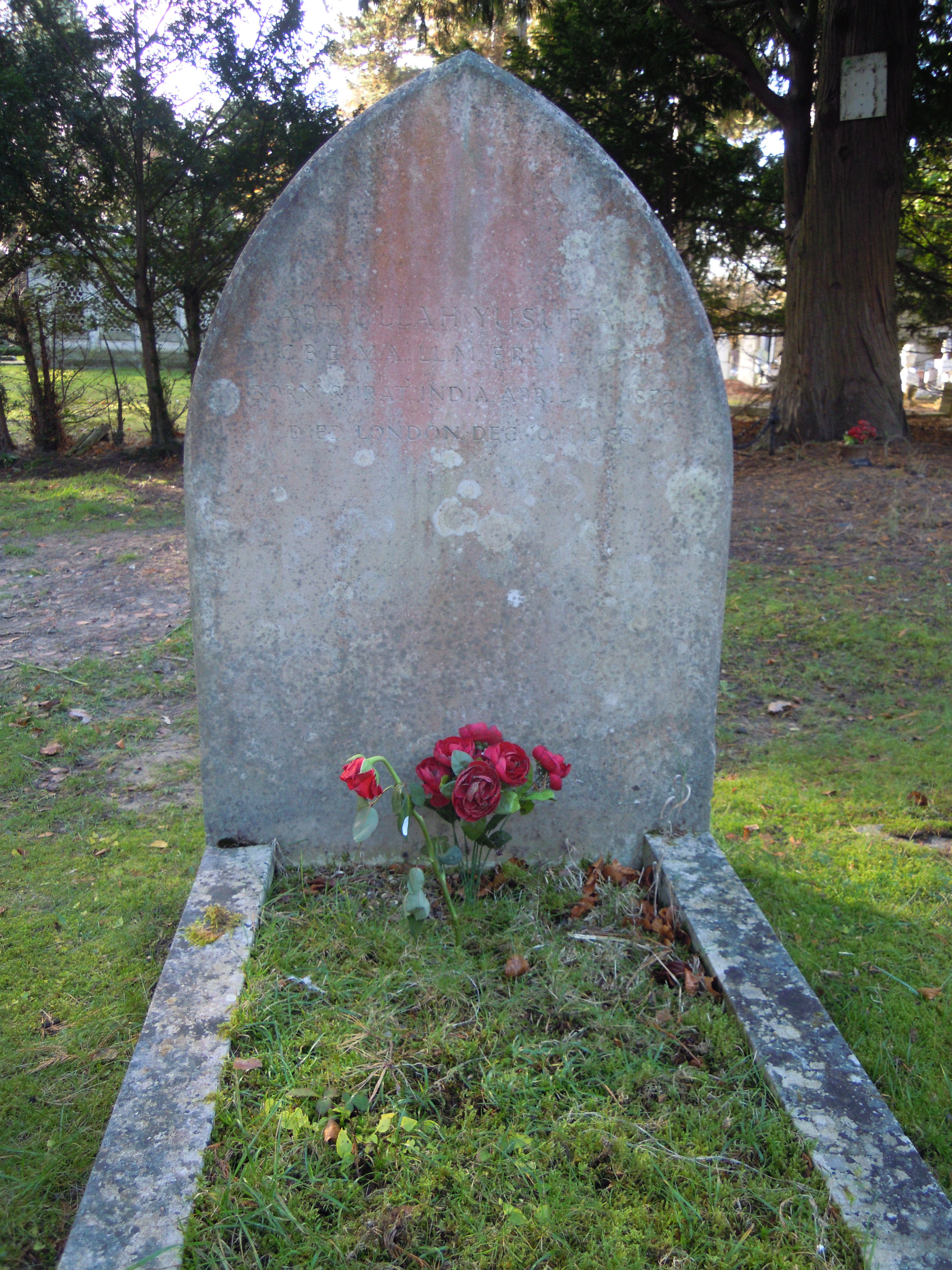
Grab von Abdullah Yusuf Ali

Abdullah Yusuf Ali (Urdu عبداللہ یوسف علی, geb. 14. April 1872 in Bombay, Britisch-Indien; gest. 10. Dezember 1953 in London) war ein britisch-indischer Islamgelehrter, Politiker, Historiker und Philosoph, der den Koran ins Englische übersetzte.

## Leben
Er studierte an der Bombay University, dem St. John’s College, Cambridge, und Lincoln’s Inn, später an verschiedenen europäischen Universitäten, darunter die University of Leeds. Er beherrschte die Arabische Sprache und die englische Sprache. Seine Übersetzung des Korans (1934) mit Kommentar ist eine der bekanntesten und am häufigsten verwendeten in der englischsprachigen Welt. Er war auch ein Treuhänder des Fonds der East London Mosque. Beerdigt ist er auf dem Brookwood Cemetery bei Woking in Surrey.

## Publikationen
- The Meaning of the Glorious Quran
- Life and Labor of the People of India. London 1907 Digitalisat
- Indien und Europa. Dt. v. E. Korte. Vorwort v. S. Kawerau. Bln. 1925
- Imam Husain and his martyrdom. Lahore : Feroz-ud-Din, 1931 (Progressive Islam Pamphlet. - Geneva, 1929- ; 7) Online-Version